# 1871 في كندا
فيما يلي قوائم الأحداث التي وقعت خلال عام 1871 في كندا.

## سياسة

### تعيين في المنصب
- 1 يناير – جون وايت عضو مجلس العموم الكندي.
- 1 يناير – ويليام روبنسون عضو برلمان مقاطعة أونتاريو.
- 2 فبراير – فرانك سميث عضو مجلس الشيوخ الكندي ‏.
- 21 مارس – جيمس كرايغ عضو برلمان مقاطعة أونتاريو.
- 16 مايو – سيمون هيو هولمز عضو مجلس نواب نوفا سكوشا ‏.
- 20 سبتمبر – أمور دي كوزموس عضو مجلس العموم الكندي.

### انتهاء فترة المنصب
- 1 يناير – جيمس روس عضو الجمعية الوطنية في كيبك [الإنجليزية]‏.
- 31 يناير – جون روس عضو مجلس الشيوخ الكندي ‏.
- 25 فبراير – جيمس ويلسون عضو برلمان مقاطعة أونتاريو.

## مواليد

### يناير
- 1 يناير – بيرل هارت راعية بقر كندية.
- 1 يناير – جاك بلاك كاتب سير ذاتية من الولايات المتحدة الأمريكية.
- 1 يناير – شارلز باد روبنسون عالم نبات كندي.
- 1 يناير – فرنسيس ويليام هال سياسي كندي.
- 1 يناير – كلارا هاغارتي فنانة كندية.
- 19 يناير – أبييي جونسون لاعب كرة قاعدة من الولايات المتحدة الأمريكية.

### فبراير
- 11 فبراير – أغنيس كريستينا لوت روائية كندية.
- 19 فبراير – ويليام ديلر ماثيو إحاثي من الولايات المتحدة الأمريكية.

### مايو
- 6 مايو – صموئيل ويليام جاكوبس سياسي كندي.
- 14 مايو – ماريان أوسبورن كاتبة كندية.
- 15 مايو – ميستريوس بيلي سميث ملاكم كندي.

### يونيو
- 14 يونيو – روبرت تشارلز ماثيوز سياسي كندي.
- 29 يونيو – ألبرت إيوينغ سياسي كندي.

### يوليو
- 11 يوليو – أندرو روبرت مكلينان سياسي كندي.
- 16 يوليو – جورج ستيوارت هنري سياسي كندي.
- 25 يوليو – ريتشارد إرنست ويليام تورنر عسكري كندي.

### أغسطس
- 5 أغسطس – روبرت إيتون سياسي كندي.

### سبتمبر
- 8 سبتمبر – صموئيل ماكلولين رجل أعمال كندي.
- 15 سبتمبر – ألفرد بريان
- 24 سبتمبر – إدوارد ر. مكدونالد سياسي كندي.

### أكتوبر
- 3 أكتوبر – جوزيف ألفرد إرنست روي سياسي كندي.
- 6 أكتوبر – فريدريك جي. كريد مهندس كندي.
- 9 أكتوبر – جورج غوثير كهنوت كندي.
- 17 أكتوبر – جيمس هارولد كينغ
- 20 أكتوبر – ألبرت إدوارد سميث سياسي كندي.
- 21 أكتوبر – تشارلز جيل فنان كندي.

### نوفمبر
- 1 نوفمبر – تشارلز ألفونس دس فورنير سياسي كندي.
- 8 نوفمبر – ويليام صموئيل هال سياسي كندي.
- 9 نوفمبر – ماري دريسلر
- 19 نوفمبر – جاك فليت لاعب لاكروس كندي.
- 29 نوفمبر – غوستاف بنجامين بوير سياسي كندي.

### ديسمبر
- 12 ديسمبر – إديث كامبل
- 13 ديسمبر – إميلي كار

## وفيات

### يناير
- 1 يناير – كيت كروكس (مواليد 1833)

### مارس
- 17 مارس – جون فوكس (مواليد 1818)